# Tazumal
Tazumal è un sito archeologico costruito dalla civiltà Maya situato a Chalchuapa, in El Salvador. Tazumal significa luogo in cui le vittime vengono bruciate in lingua Quiché.
Il sito si trova nel cuore del dipartimento di Santa Ana a 60 km dalla capitale San Salvador. La zona si trova all'interno dell'area archeologica di Chalchuapa, che si estende per circa 10 km² e dove si trovano altri siti come Pampe, Casa Blanca, Trapiche e Las Victorias. La zona di Chalchuapa subì influenze culturali da Copán e dai centri del Messico centrale, Teotihuacan e i Toltechi.
Il sito di Tazumal possiede una serie di rovine, sede di insediamenti maya popolati tra il  100 e il 1200, e una serie complessa di sistemi di drenaggio per l'acqua, alcune tombe, piramidi, palazzi e oggetti rituali sepolti. Intorno al 900 vennero costruite strutture in stile tolteco. La città venne abbandonata intorno al 1200.
Le rovine di Tazumal sono considerate come le più importanti e meglio conservate della nazione. I manufatti ritrovati hanno fornito la prova dell'esistenza di una via del commercio tra la città e posti lontani come la zona del Messico e Panama.

## Fonti
- (EN) Archaeology, volume 59, rivista 5, su archaeology.org.
- (EN)  Edwin Shook ed Elayne Marquis, 1996, Secrets in Stone: Yokes, Hachas and Palmas from Southern Mesoamerica, serie "Memoirs of the American Philosophical Society", Volume 217, ISBN 0-871-69217-1